# Jordan Stolz
Jordan Stolz (West Bend, 21 mei 2004) is een Amerikaans langebaanschaatser die met name gespecialiseerd is in de sprint- en middenafstanden, 500, 1000 en 1500 meter.

## Biografie
Stolz groeide op op een rendierboerderij net buiten Kewaskum, op twee uur rijden van de ijsbaan in Milwaukee, als zoon van mondhygiëniste Jane en politieagent Dirk Stolz (komt oorspronkelijk uit Duitsland). Hij leerde schaatsen nadat hij shorttracker Apolo Ohno zag schitteren op de Olympische Spelen. Op de vijver voor de boerderij van zijn ouders leerden hij en zijn zusje schaatsen. Al snel ging hij trainen bij The Badger Speed Skating Team in Milwaukee, waar hij kennismaakte met Bobby Fenn, oud-trainer van onder anderen Eric Flaim en Shani Davis. Met die laatste maakte hij al op 7-jarige leeftijd kennis en hij bleef door de jaren heen in contact met de oud-kampioen.
Stolz traint niet met een groot deel van de Amerikaanse selectie in Salt Lake City maar in Milwaukee, onder leiding van Shani Davis. Hij reed in het najaar van 2021 vijf wereldrecords bij de junioren, driemaal op de 500 meter en tweemaal op de 1000 meter. Tijdens de wereldbeker in Calgary was dat ook genoeg voor de zilveren medaille op de 1000 meter. Door zowel de 500 als de 1000 meter te winnen tijdens het Amerikaanse OKT in Milwaukee kwalificeerde hij zich voor de Olympische Spelen in Beijing 2022. Daarbij verbeterde hij het baanrecord dat sinds 2005 op naam stond van Shani Davis. Tijdens de Olympische Winterspelen was Stolz de op twee na jongste Amerikaan ooit: Eric Heiden (1976) en Emery Lehman (2014) waren iets jonger, maar ook 17 jaar. Op 11 november 2022 werd Stolz de jongste winnaar ooit van een individuele wereldbekerafstand door met 1.44,89 op de 1500 meter in Stavanger tevens een baanrecord neer te zetten. Op 17 december 2022 in Calgary reed hij naar een wereldrecord voor junioren op de 500 meter: 34,08.
Op 3 maart 2023 werd Stolz in Thialf wereldkampioen op de 500 meter in 34,10 op het Wereldkampioenschappen schaatsen afstanden 2023. Hiermee werd hij de jongste wereldkampioen op het WK afstanden ooit. Tijdens dit toernooi won Stolz ook de 1000m en 1500m. Stolz was de eerste schaatser die wereldkampioen werd op de drie korte afstanden. Op 30 mei 2023 won Stolz de Oscar Mathisen-trofee als op-één-na jongste winnaar ooit. Hoewel de KNSB besloot dat er per ingang van seizoen 2024/25 geen buitenlandse (top)sporters meer mogen meedoen bij commerciële teams tekende Stolz in mei 2023 een contract van drie jaar bij Team Albert Heijn Zaanlander.
Op 26 januari 2024 verbeterde Stolz het wereldrecord op de 1000 meter, dat tot dan toe op naam stond van Pavel Koelizjnikov, tot 1,05.37.

## Records

### Persoonlijke records[9]
| Afstand     | Tijd     | Datum            | Baan           |
| ----------- | -------- | ---------------- | -------------- |
| 500 meter   | 33,69    | 16 februari 2024 | Calgary        |
| 1000 meter  | 1.05,37  | 26 januari 2024  | Salt Lake City |
| 1500 meter  | 1.40,87  | 27 januari 2024  | Salt Lake City |
| 3000 meter  | 3.42,14  | 21 januari 2023  | Milwaukee      |
| 5000 meter  | 6.14,76  | 9 maart 2024     | Inzell         |
| 10000 meter | 13.04,76 | 10 maart 2024    | Inzell         |

### Wereldrecords
| Nr.  | Afstand        | Tijd    | Datum            | Baan           |
| ---- | -------------- | ------- | ---------------- | -------------- |
| jr1. | 500 meter      | 34,52   | 22 oktober 2021  | Salt Lake City |
| jr2. | 500 meter      | 34,31   | 5 december 2021  | Salt Lake City |
| jr3. | 1000 meter     | 1.07,03 | 5 december 2021  | Salt Lake City |
| jr4. | 500 meter      | 34,11   | 10 december 2021 | Calgary        |
| jr5. | 1000 meter     | 1.06,96 | 12 december 2021 | Calgary        |
| jr6. | 1000 meter     | 1.06,47 | 22 oktober 2022  | Salt Lake City |
| jr7. | 500 meter      | 34,08   | 17 december 2022 | Calgary        |
| jr8. | 1500 meter     | 1.42,26 | 13 maart 2023    | Salt Lake City |
| 1.   | 1000 meter     | 1.05,37 | 26 januari 2024  | Salt Lake City |
| 2.   | Grote vierkamp | 144,740 | 10 maart 2024    | Inzell         |

|  | = huidig wereldrecord |

## Resultaten
| Jaar | WK Afstanden         | WK Allround    | WK Sprint           | Olympische Spelen                    | Wereldbeker                          | 4CK Afstanden | WK Junioren                                                                          |
| ---- | -------------------- | -------------- | ------------------- | ------------------------------------ | ------------------------------------ | ------------- | ------------------------------------------------------------------------------------ |
| 2020 |                      |                |                     |                                      |                                      |               | 28e 500m 28e 1000m 40e 1500m 6e teamsprint                                           |
|      |                      |                |                     |                                      |                                      |               |                                                                                      |
| 2022 |                      |                | 4e (6e, 5e, 5e, 4e) | 13e 500m 14e 1000m                   | 34e 500m 23e 1000m 27e massastart    |               |                                                                                      |
| 2023 | 500m · 1000m · 1500m |                |                     |                                      | 5e 500m · 1000m · 1500m · 45e 5/10km |               | allround · 500m · 1000m · 1500m · 5000m · massastart · 4e achtervolging · teamsprint |
| 2024 | 500m · 1000m · 1500m | · (, 7e, , 6e) |                     | 4e 500m · 1000m · 1500m · 25e 5/10km | DQ 500m · 1000m                      |               |                                                                                      |
| 2025 | 500m · 1000m · 1500m |                |                     | 500m · 1000m · 1500m                 | 500m · 1000m · 1500m · achtervolging |               |                                                                                      |

(#, #, #, #) = afstandspositie op sprinttoernooi (500m, 1000m, 500m, 1000m) of op juniorentoernooi (500m, 1500m, 1000m, 5000m) of op allroundtoernooi (500m, 5000m, 1500m, 10000m).

### Wereldbekerwedstrijden
| Seizoen   | 500 meter                   | 1000 meter  | 1500 meter | Lange afstanden    | Massastart |
| --------- | --------------------------- | ----------- | ---------- | ------------------ | ---------- |
| 2021/2022 | , , , , 41(b), 1(b), 7, , , | , , 3(b), , |            |                    | , , 15,    |
| 2022/2023 | 1(b),4,7,, ,                | ,val,4,, ,  | ,9,11,, ,  | 13(b), ,13(b), , , |            |
| 2023/2024 | 6,, , ,1(b),4,6,,           | , ,1(b),,   | , ,,       | 14, , ,1(b),15,    |            |
| 2024/2025 | ,,5,,                       | ,           | ,,5        |                    |            |

- = geen deelname
(b) = B-divisie

### Medaillespiegel
Bijgewerkt tot 16-03-2025
| Kampioenschap              | Goud · | Zilver · | Brons · |
| -------------------------- | ------ | -------- | ------- |
| 4CK afstanden              | 5      | 0        | 0       |
| WK allround eindklassement | 1      | 0        | 0       |
| WK allround wedstrijden    | 2      | 0        | 0       |
| WK afstanden               | 6      | 2        | 1       |
| WK Junioren afstanden      | 5      | 0        | 2       |
| Wereldbekerklassement      | 3      | 2        | 2       |
| Wereldbeker 500 meter      | 10     | 5        | 0       |
| Wereldbeker 1000 meter     | 11     | 2        | 1       |
| Wereldbeker 1500 meter     | 10     | 3        | 0       |
| Totaal                     | 53     | 14       | 6       |

## Onderscheiding
In 2023 en 2024 won Stolz de Oscar Mathisen-trofee.
Team Albert Heijn Zaanlander
Jorrit Bergsma · Tjerk de Boer · Merel Conijn · Elisa Dul · Daan Gelling · Marijke Groenewoud · Jordy Harink · Sjoerd den Hertog · Kevin van der Horst · Bente Kerkhoff · Irene Schouten · Wisse Slendebroek · Jordan Stolz · Maaike Verweij ·  Melissa Wijfje
Coach: Jillert Anema · Arjan Samplonius